# Gostilje Martinićko
Gostilje Martinićko (cyr. Гостиље Мартинићко) – wieś w Czarnogórze, w gminie Danilovgrad. W 2011 roku liczyła 27 mieszkańców.